# Laurie Hall
Laurie Hall (* 25. Dezember 1937) ist ein ehemaliger britischer Hammerwerfer und Kugelstoßer.
Für Wales startend wurde er bei den British Empire and Commonwealth Games 1958 in Cardiff Zehnter im Hammerwurf.
1962 wurde er bei den British Empire and Commonwealth Games in Perth Fünfter im Hammerwurf und kam im Kugelstoßen auf den 15. Platz.
Von 1960 bis 1967 wurde er achtmal in Folge Walisischer Meister.

## Persönliche Bestleistungen
- Kugelstoßen: 14,04 m, 1965
- Hammerwurf: 58,56 m, 26. Mai 1962, London

| Personendaten    | Personendaten                           |
| ---------------- | --------------------------------------- |
| NAME             | Hall, Laurie                            |
| KURZBESCHREIBUNG | britischer Hammerwerfer und Kugelstoßer |
| GEBURTSDATUM     | 25. Dezember 1937                       |